# 津山線
津山線（つやません）は、岡山県岡山市北区の岡山駅から津山市の津山駅に至る西日本旅客鉄道（JR西日本）の鉄道路線（地方交通線）である。
因美線とともに陰陽連絡線を構成し、岡山駅 - 鳥取駅間を結ぶ急行「砂丘」などの優等列車が運転されていたが、智頭急行智頭線の開業後に同線経由の特急列車「スーパーいなば」が運転されるようになると陰陽連絡線としての役割を失い、津山線は岡山県内の都市間連絡輸送に徹するようになった。
全線を中国統括本部が管轄しており、2016年3月26日よりラインカラーおよび路線記号が導入され、ラインカラーは山吹色（■）、路線記号はTである。なお以前は同支社管内で独自にピンク（■）がラインカラーとして設定されていた。岡山駅 - 法界院駅間と津山駅はIC乗車カード「ICOCA」のエリアに含まれている。

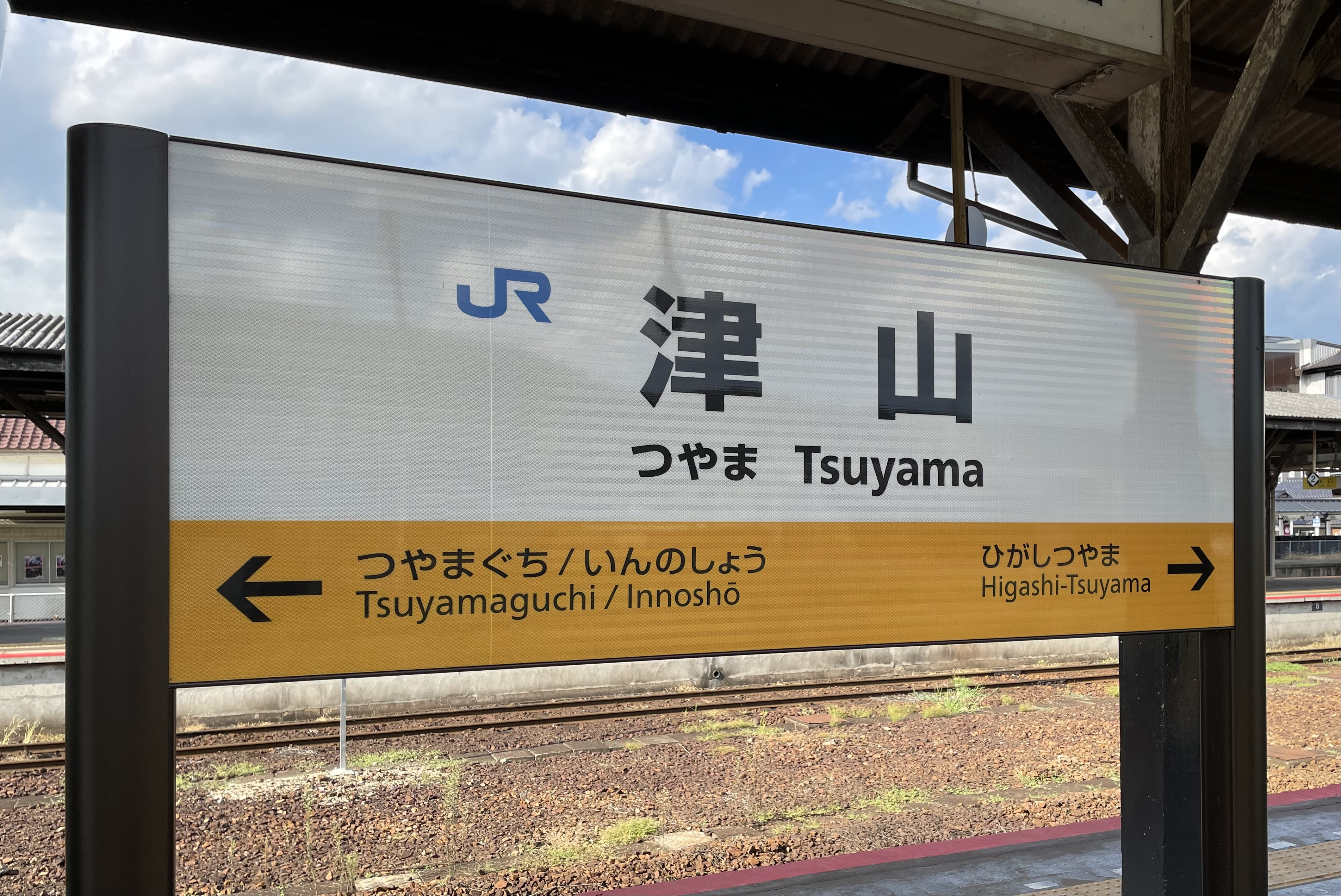
山吹色のラインカラーで表示された津山駅4番のりばの駅名標

## 路線データ
- 管轄（事業種別）：西日本旅客鉄道（第一種鉄道事業者）
- 路線距離（営業キロ）：58.7km
- 軌間：1067mm
- 駅数：17（起終点駅含む）
  - 津山線所属駅に限定した場合、山陽本線所属の岡山駅と姫新線所属の津山駅[5]が除外され、15駅となる。
- 複線区間：なし（全線単線）
- 電化区間：なし（全線非電化）
- 閉塞方式：自動閉塞式（特殊）
- 最高速度：95km/h
- 運転指令所：岡山総合指令所
- IC乗車カード対応区間：
  - ICOCAエリア：岡山駅 - 法界院駅間と津山駅のみ利用可能

## 運行形態
正式な起点は岡山駅だが、列車運行上は津山駅から岡山駅へ向かう列車が下り、逆方向が上りとなっている。これは、岡山駅で接続する山陽新幹線・山陽本線・宇野線・吉備線、津山駅で接続する姫新線に方向を合わせたためである。なお、津山線の創業企業体である中国鉄道が津山を中心に考えた「上り」「下り」の表記を、国有化の時にそのまま継承したという説がある。
2023年7月3日現在、定期列車は快速「ことぶき」と普通列車のみ運転されている。かつては津山駅から因美線・姫新線に直通し岡山駅 - 鳥取駅を結ぶ列車や、岡山駅 - 中国勝山駅を結ぶ列車もあったが、現在はすべて津山駅で運転系統が分かれている。ただし臨時列車では津山駅から姫新線新見方面への延長運転が行われていた。2006年3月には「勝山お雛まつり」の期間中、急行「つやま」が津山駅から快速として新見駅まで延長運転されていたのがその例の一つであるが、直近ではそのような運行は見られない。
2009年3月14日のダイヤ改正で急行「つやま」が廃止され、これにより津山線の優等列車はすべて廃止された。津山線ではこのほかに、岡山駅 - 鳥取駅間を結ぶ急行「砂丘」が、智頭急行線を経由する特急「いなば」（現在の「スーパーいなば」）が運転を開始する1997年まで運転されていた。
普通列車は岡山駅 - 津山駅間の全線を通して運転する列車が1 - 2時間あたり1本程度設定されているほか、福渡駅発着も設定されている。後述の快速が通過する駅においては運転間隔が2時間前後開く場合がある。
全列車でワンマン運転を行っている。ほとんどが進行方向1両目の後側ドア乗車、前側ドア降車方式だが、一部の列車は運賃の車内収受を行わず全てのドアから乗降できる都市型ワンマン方式を採用している列車もある。

### 快速「ことぶき」
岡山駅 - 津山駅間で下り8本・上り7本が運行されている快速列車である。列車名の「ことぶき」は一般公募により命名され、沿線に福渡駅や神目駅、亀甲駅、金川駅、誕生寺駅といった縁起の良い駅名が多いことに由来している。1997年11月29日のダイヤ改正で廃止された急行「砂丘」の代替として、急行「つやま」1往復とともに運行を開始した。当初は一部の座席に指定席が設定されていたが、座席数を減少されたのち、2001年3月7日に指定席の設定が廃止された。
津山市で8月に開かれている「津山納涼ごんごまつり」をPRをする目的で、毎年夏に快速「ことぶき」や姫新線の列車に河童のヘッドマークを取り付けて「ごんちゃん号」として走る。2005年から2007年の毎年3月には、姫新線の中国勝山駅前で行われる「勝山ひな祭り」の開催に合わせて、津山駅 - 中国勝山駅間で1往復が延長運転していた。また、2007年には4月1日から6月30日まで開催されていた「岡山デスティネーションキャンペーン」期間中にも延長運転が行われ、同年7月以降もしばらく土休日およびお盆休み期間中などに実施されていた。
国鉄時代の1970年代から1980年代にも快速列車が運行されていたが、JR西日本に承継されたのちは、1988年に中国勝山発岡山行き快速が朝に設定されるまで、津山線に快速列車が運行されたことはなかった。
2022年7月1日から2023年3月26日までは、一部の列車が後述の「SAKU美SAKU楽」を連結して運転されていた。
また、ノスタルジー車両で運転されることもある。
停車駅
2022年3月ダイヤ改正により、停車駅が4パターンになった。下記の1を基本としつつ、朝夕には停車駅を増やした便が設定されている。
- 1：岡山駅 - 法界院駅 -  金川駅 -  福渡駅 -  弓削駅 - 亀甲駅  - 津山駅
下記に該当しない6往復。
- 2：1に加え建部駅・野々口駅に停車
夜の上り（津山行）最後の1本のみ。
- 3：1.に加え福渡駅 - 岡山駅間の各駅に停車
朝の下り（岡山行）最初の1本のみ。
- 4：1.に加え津山駅 - 福渡駅間の各駅に停車
朝の下り1本のみ。

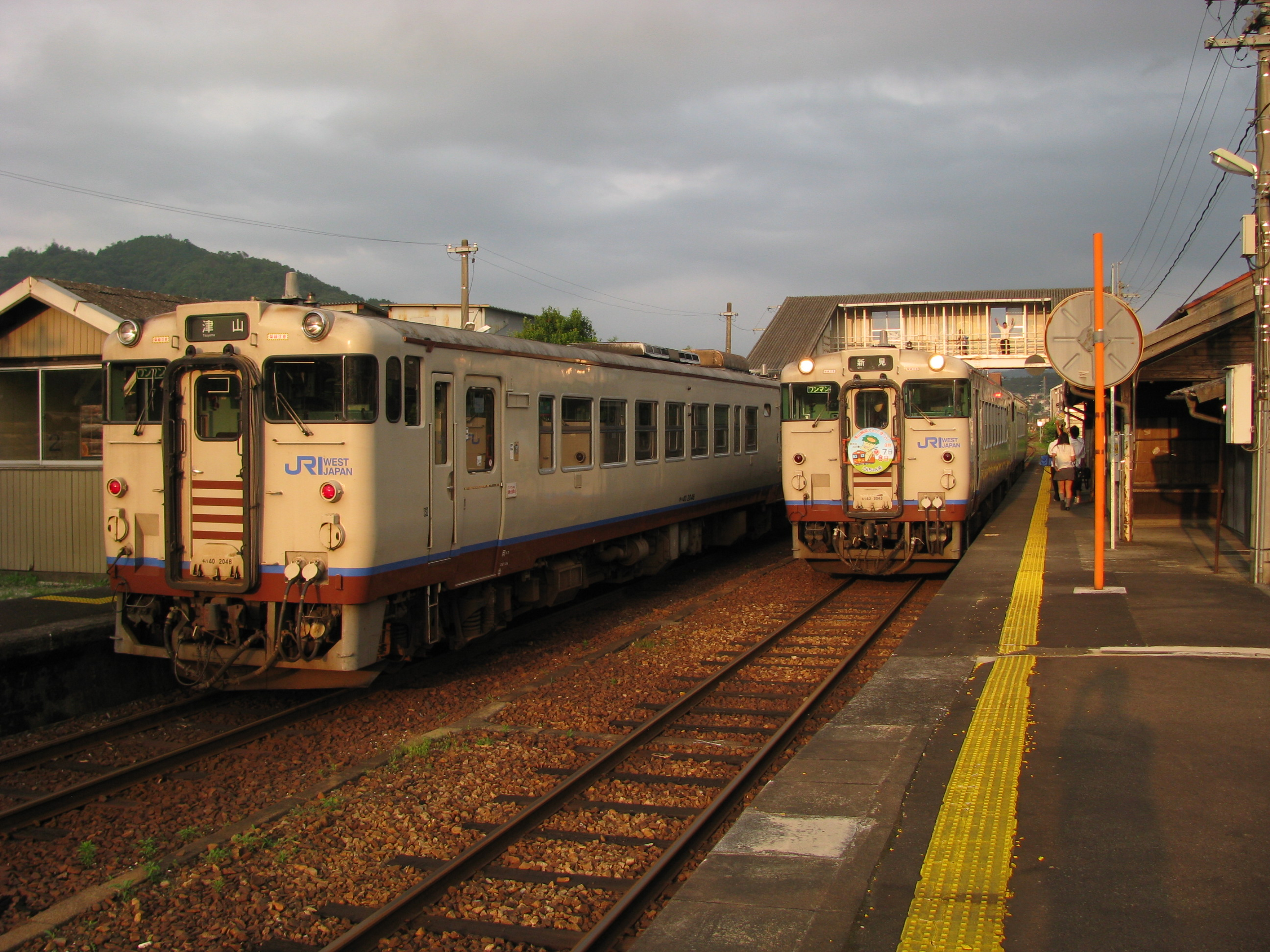
ごんちゃん号（右） （2010年7月5日）
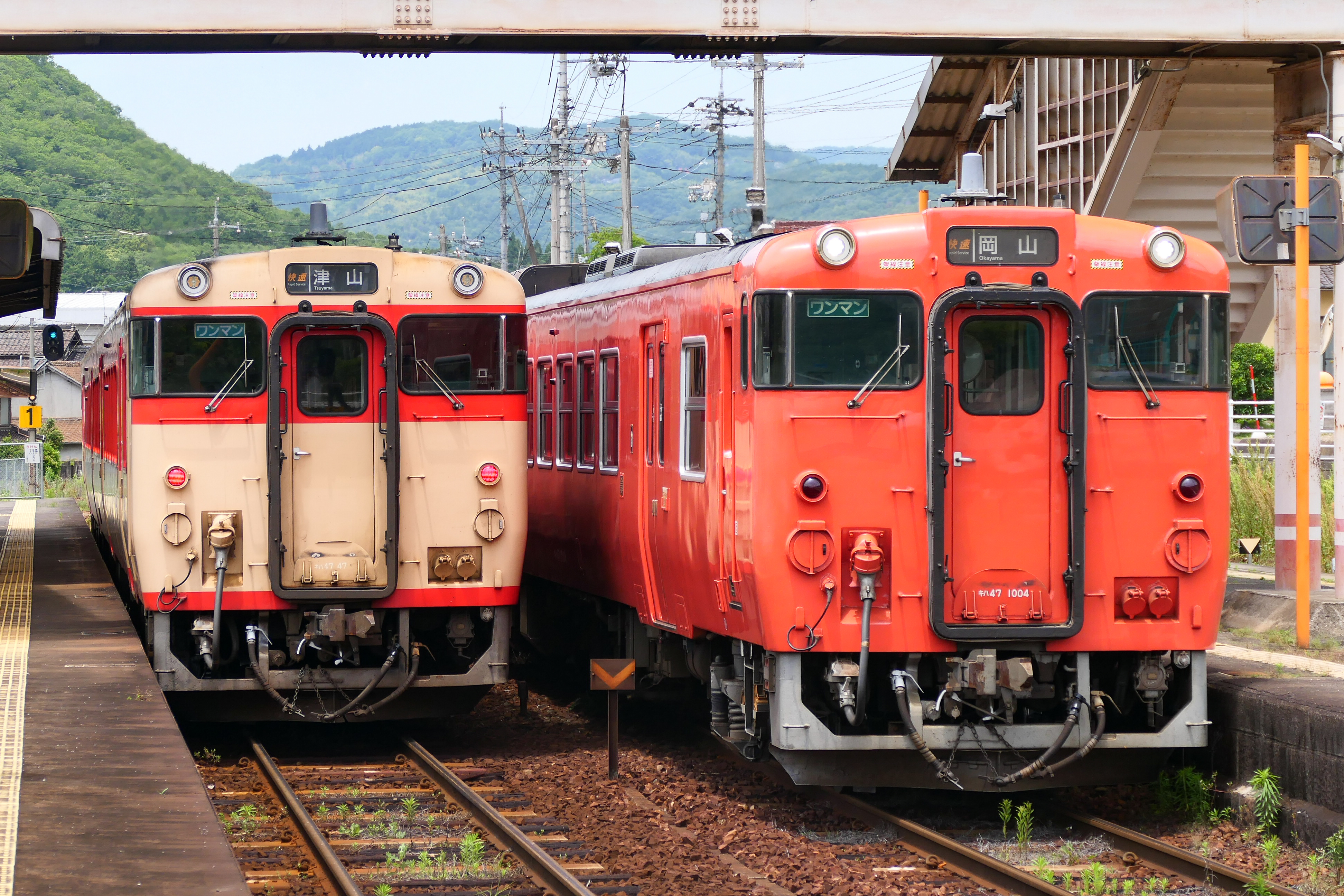
福渡駅で行き違う国鉄急行色と首都圏色の快速ことぶき （2023年6月4日）

### 臨時快速「SAKU美SAKU楽」
「岡山デスティネーションキャンペーン」に合わせ、2022年7月1日から津山駅 - 岡山駅間で運行されている臨時快速列車である。車両および列車の愛称は公募により命名され、沿線の美しさと楽しさについて「作」「咲く」「索」という3つの「サク」を楽しむことがテーマとなっている。車両はキハ40形を改造した1両編成で、全車指定席である。
運行開始当初は月曜日に快速「ことぶき」と併結して、金曜と土休日は単独でそれぞれ2往復が運行されていた。同年10月1日からは月・金曜の運行を取りやめ、原則として土休日に「ことぶき」と連結して2往復運転されていた。2023年3月31日からは「ことぶき」との併結を廃止して1往復のみの運行とし、全列車が単独運行となっている。
「ことぶき」との併結時代から本列車については津山駅 - 岡山駅間ノンストップ扱いとされており、「ことぶき」の停車する途中駅であってもその駅発着で本列車を利用することはできない。

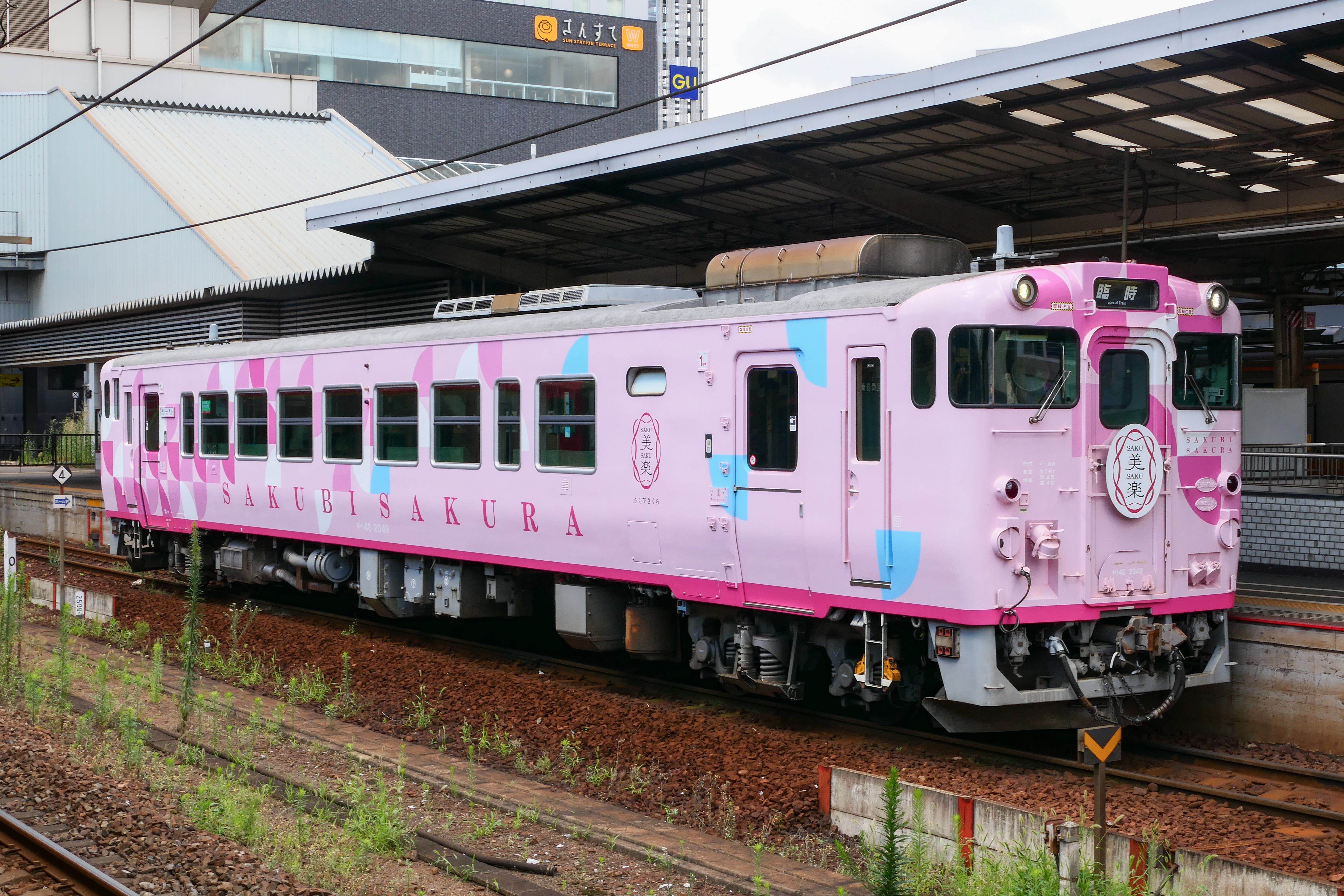
臨時快速「SAKU美SAKU楽」

## 落石事故とその状況

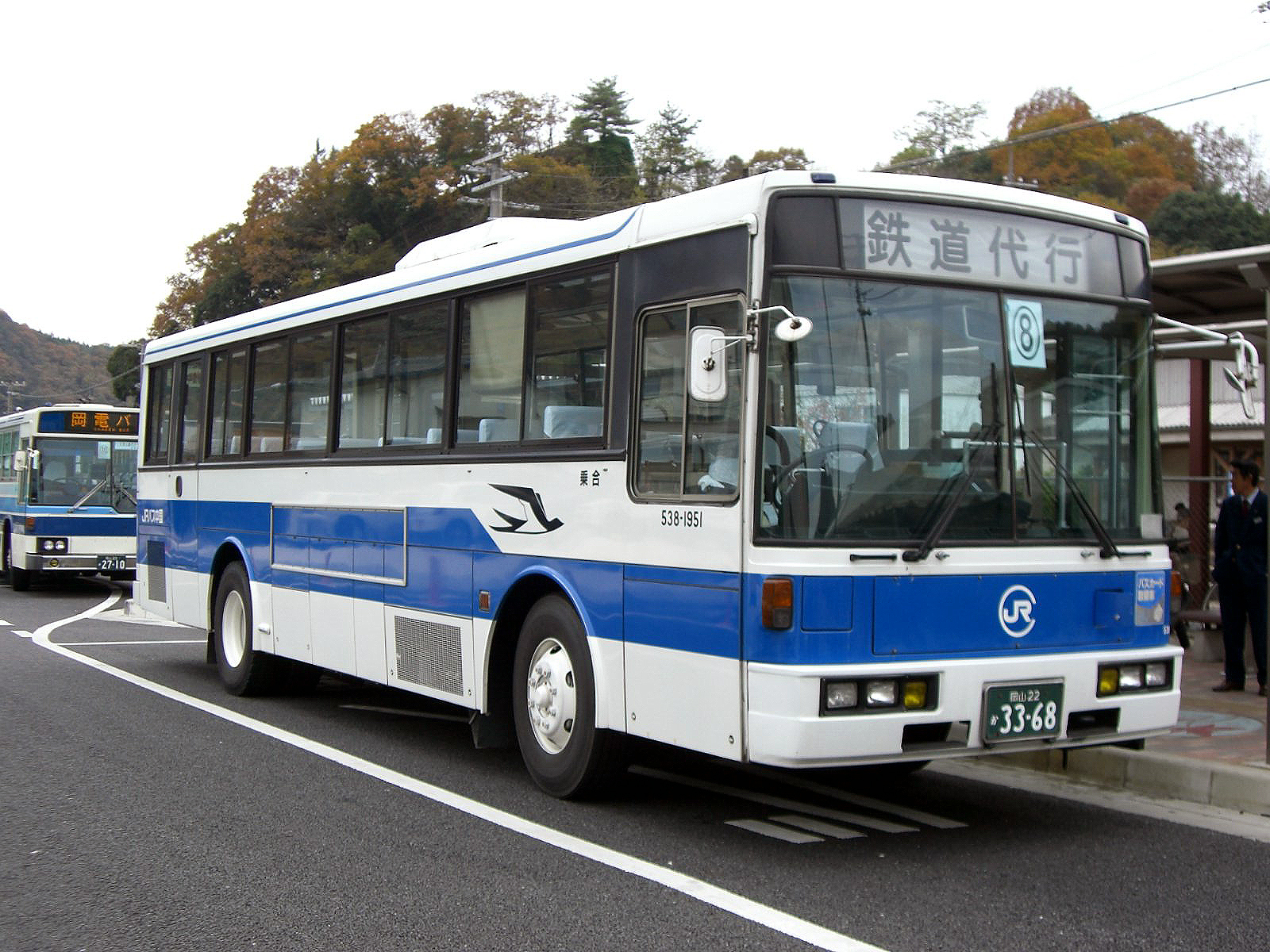
代行バス（金川駅 2006年11月25日）

津山線では山間部を走行するため、落石が多く発生しており警戒が行われている。
2005年2月26日には玉柏駅 - 牧山駅間で落石が発生し、キハ40形1両で運転されていた回送列車が衝突する列車脱線事故が発生した（運転士1名が負傷）。同年3月14日に運転を再開したが、2006年11月19日には同一区間の別の箇所でも落石が発生し、変形した線路に津山発岡山行きが通過して脱線する列車脱線事故（津山線列車脱線事故）が発生した（乗客25名が負傷）。再び落石の可能性があることから、発生源の岩石などに処置を施すとともに、ワイヤーネット・落石防止柵および落石検知装置が設置されたが、同区間のほかの落石が発生する可能性がある場所にも落石検知装置が設置され、2007年3月18日に運転を再開した。
2006年に起きた脱線事故の場所では、並行する県道に落石によって道路の陥没が脱線事故の約1時間前に発見されていた。県道は警察が現場を確認して通行止めにしていたが、JR西日本には伝わっておらず、落石などの災害時には、道路と鉄道が近接する区間では落石などによって災害が発生した場合は、道路管理者・鉄道事業者に対して必要に応じて速やかに情報を提供するよう通達が通知されている。
なお、2005年に起きた脱線事故では、JR西日本が落石した斜面一部を所有する岡山市に対し、土地所有者には土砂の撤去と崩落防止の義務があるとして、復旧費用の一部である2889万円の負担を求めた裁判が行われ、岡山地方裁判所は岡山市に2611万円の支払いを命令した。岡山市はこの判決を不服として控訴をしていたが、岡山市がJR西日本に対して1400万円を支払うことで和解が成立した。

## 使用車両
後藤総合車両所岡山気動車支所所属のキハ40・47形とキハ120形300番台が使用されている。現在は、キハ40・47形による運用が主力となっていて、1996年の当線の高速化工事（歴史節参照）完成直後に多く見られたキハ120形300番台による運用は、2022年3月12日ダイヤ改正時点で3往復にまで減少している。

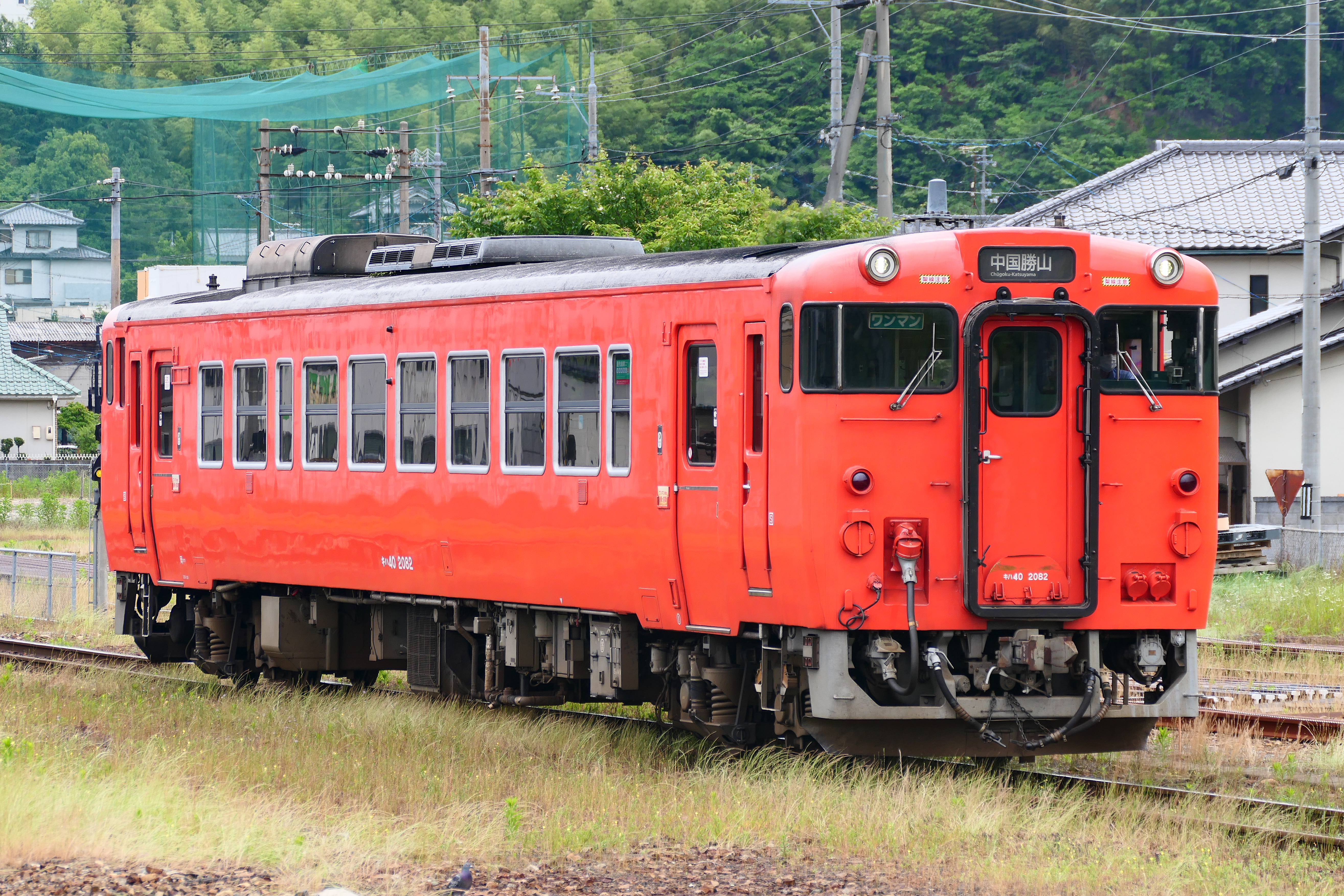
キハ40形
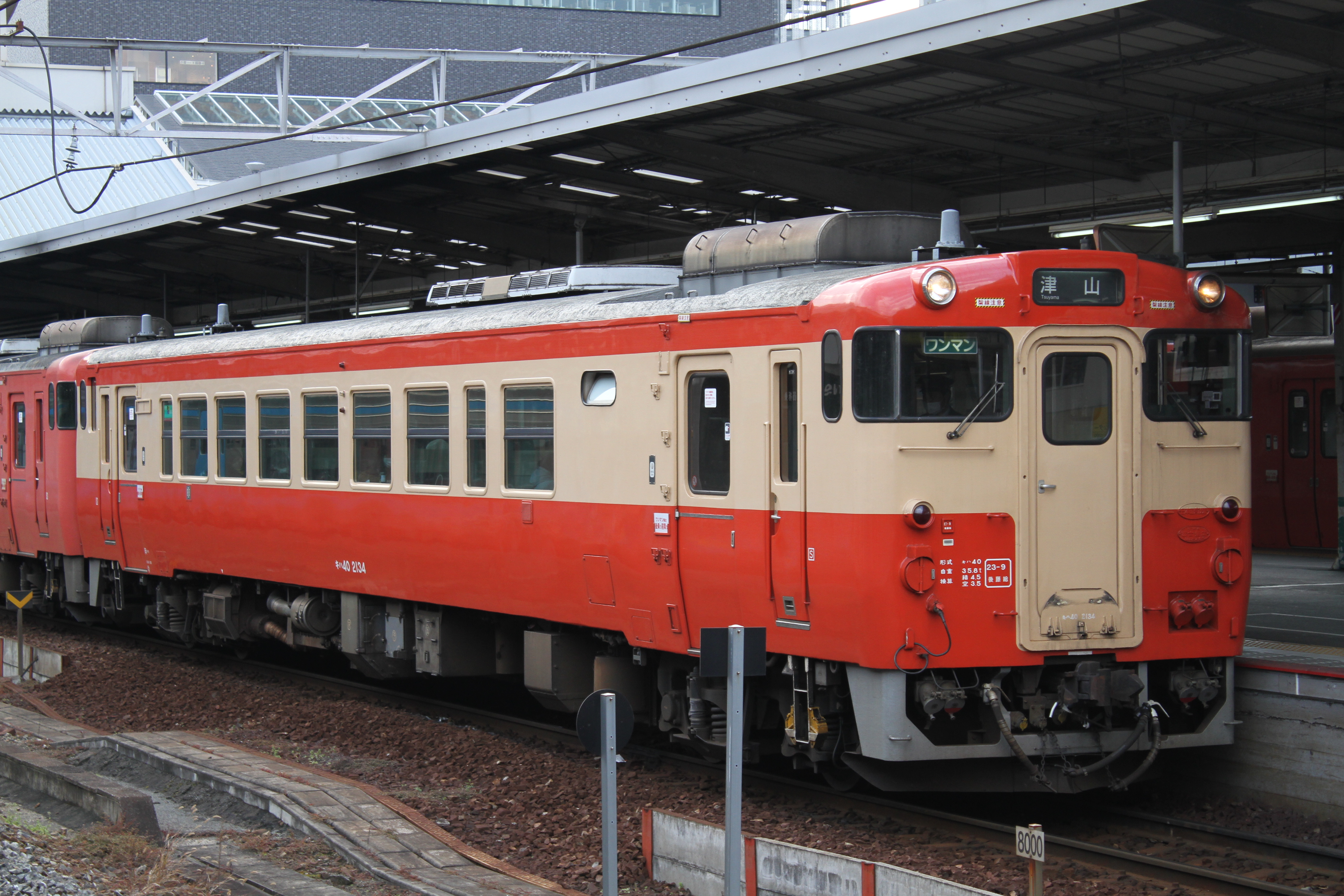
キハ40形（国鉄一般色）
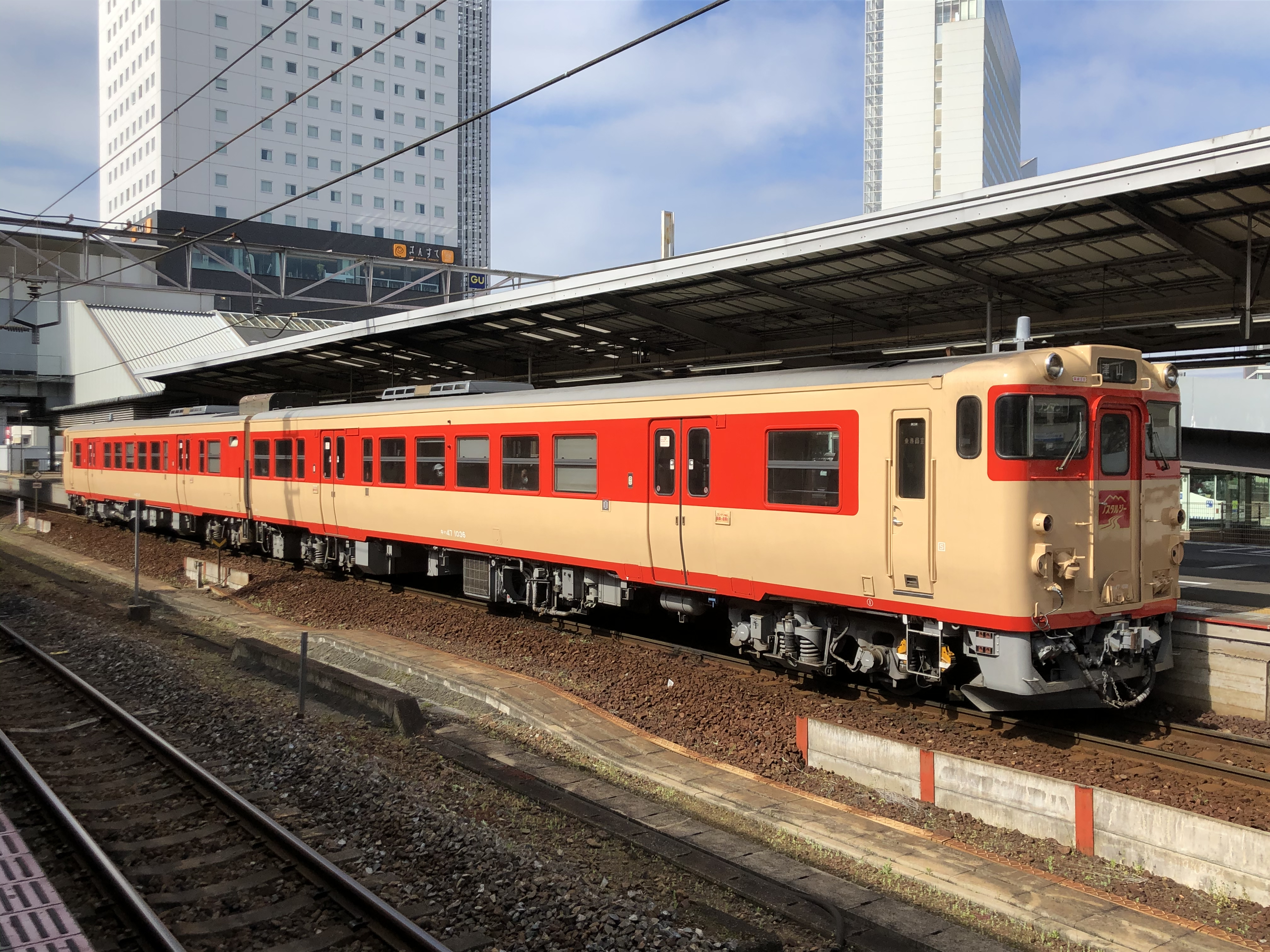
キハ47形ノスタルジー車両（国鉄急行色）
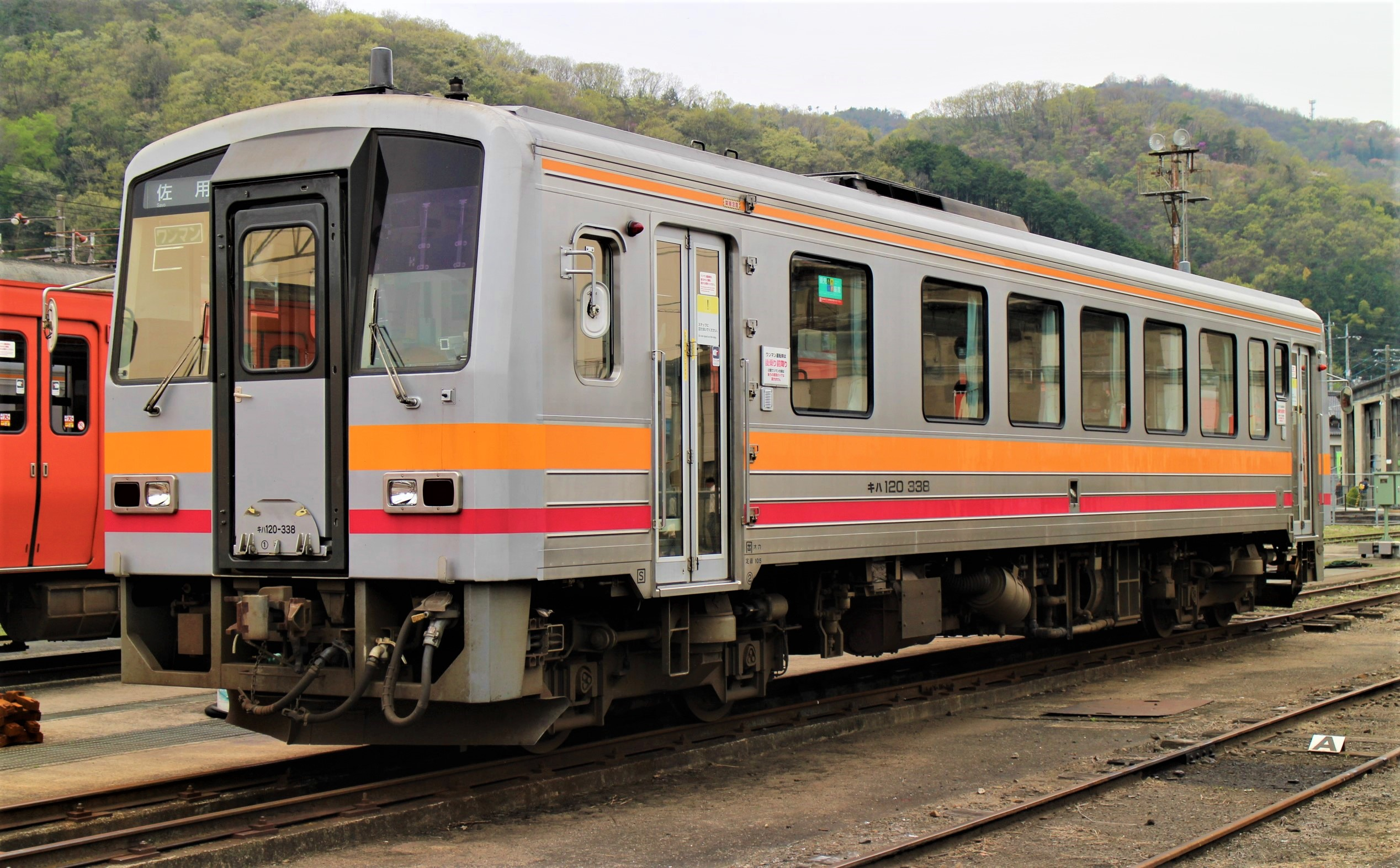
キハ120形

## 歴史

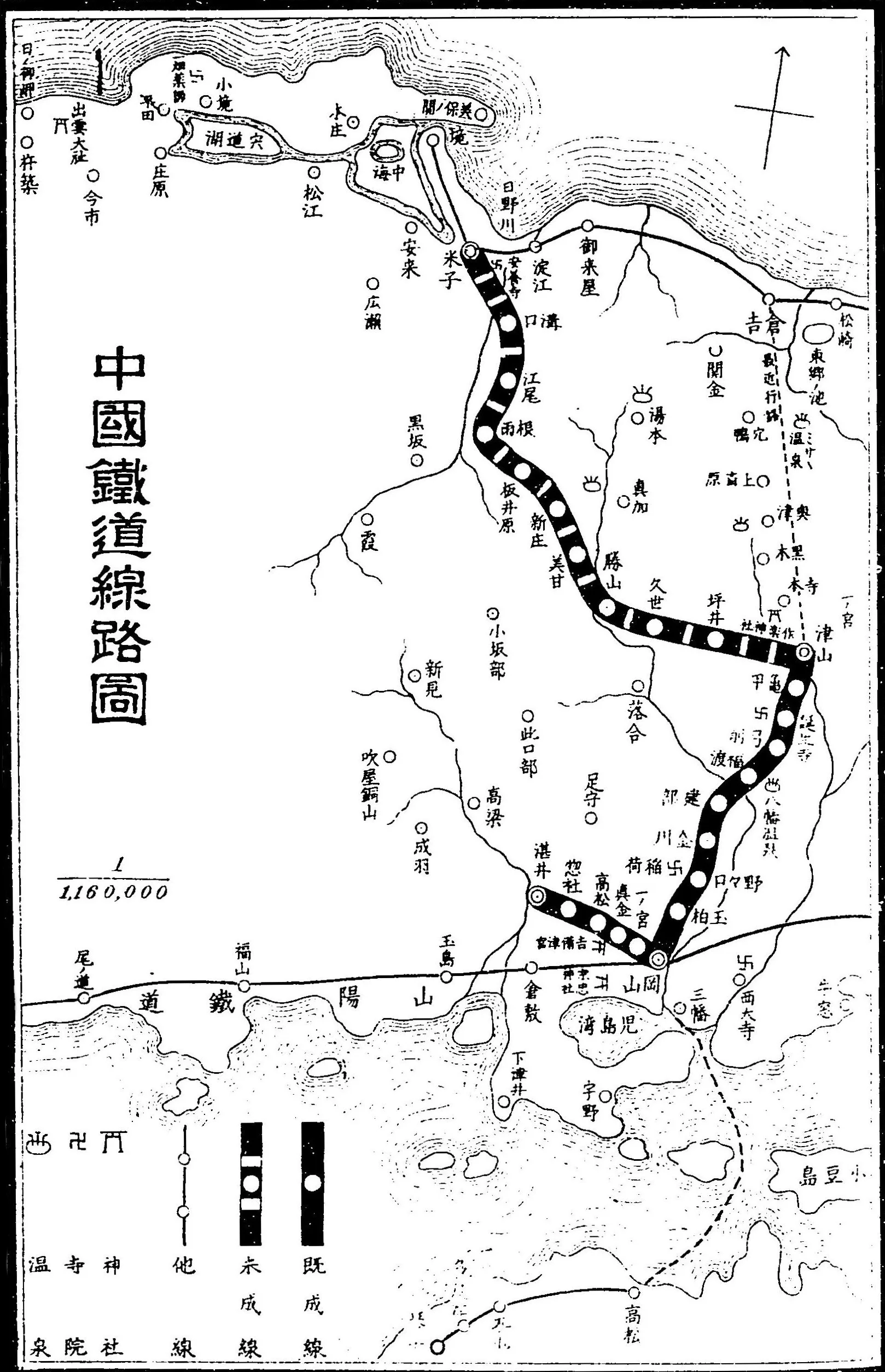
中国鉄道株式会社 1906年の路線図

津山線は、吉備線と同じく中国鉄道（現在の中鉄バス）が私設鉄道法で開業した私鉄が発祥で、大半が1944年6月1日に戦時買収で国有化された路線である。

### 国有化以前
岡山県の県庁所在地である岡山と美作地方の中心都市の津山とは明治維新以降人や物の往来が増加していた。古くから両都市を結ぶ津山街道（現在の国道53号とほぼ同じルート）があったが、辛香峠などの難所があった。また、当時の岡山県の南北交通で主流であった舟運（高瀬舟）を使おうにも岡山は旭川水系、津山は吉井川水系であり、旭川を北上して福渡から津山街道に入るか落合までさらに北上し院庄から津山に入るなどの方法しかなく、人や物の往来に困難を来していた。このため最新の交通手段である鉄道の敷設が企画され、1896年4月30日に中国鉄道が設立された。
同年に岡山 - 津山 - 勝山 - 根雨 - 米子の免許が下り、早くも7月には起工、1898年12月21日に「中国鉄道本線」として岡山市駅 - 津山駅（現在の津山口駅）までが開業した。津山駅以遠は建設を断念し免許は失効、のちに国により姫新線や伯備線として建設された。開業区間はほぼ津山街道に沿う形であるが、法界院駅 - 野々口駅間は難所の辛香峠を避け旭川沿いに建設されている。建設は国の技術によらなかったため、曲線やトンネルの断面などが独自の規格となっている。現在でも曲線半径が綺麗な数字になっていないのはこのためである。
鉄道の開通により高瀬舟による旭川の舟運は主役の座から降りることとなり、金川や福渡といった鉄道の結節点から先の末端へのフィーダーに変化した。このため金川や福渡は大きく栄えることとなる。
当初はタンク式の蒸気機関車が牽引する列車であったが、1930年以降は気動車が導入され、吉備線とあわせ国鉄制式車並の大型車総勢17両を揃え、手堅い設計で実用的に使いこなし全国的にも知られる存在であった（「買収気動車」を参照）。しかも一部は便所付き車両を導入するなど旅客サービス水準は高かった。しかし戦時買収で国有化され中国鉄道本線から津山線となった。

### 国有化以後
戦後中国鉄道の気動車は地方私鉄に払い下げられ、設計の優秀さから長く使用されたが、当の津山線はC11形などが牽引する列車で運転された。
その後国鉄でも気動車が次々と投入され、津山線に再び気動車が戻るようになり、旧岡山鉄道管理局管内では比較的早くに無煙化された。
その後は国道53号の整備・それに伴う沿線地域のモータリーゼーション化の加速・沿線地域の過疎化もあって合理化され、交換施設が取り外されたり列車本数が削減されるなど徐々に利便性が悪化していた。このため、1996年に沿線自治体の資金負担や住民の募金によって高速化改造（交換設備の復活と一線スルー化）、キハ120形300番台の投入が行われ、所要時間の短縮や増発が行われた。なお、当線の高速化への取り組みはのちに鳥取県や島根県が山陰本線を高速化する際に参考としている。

### 年表

#### 中国鉄道・国鉄作備線
- 1898年（明治31年）12月21日：中国鉄道本線 岡山市駅 - 津山駅間（34M76C≒56.25km）が開業。岡山市駅・玉柏駅・野々口駅・金川駅・福渡駅・弓削駅・誕生寺駅・亀甲駅・津山駅（現在の津山口駅）が開業。岡山駅 - 岡山市駅間に人力貨車運搬線を敷設。
- 1900年（明治33年）4月14日：建部駅が開業。
- 1902年（明治35年）11月12日：営業キロの表記をマイル・チェーンからマイルのみに簡略化（34M76C→35.0M）。
- 1903年（明治36年）4月18日：法界院仮停車場が開業。
- 1904年（明治37年）11月15日：岡山駅 - 岡山市駅間（0.3M≒0.48km）が延伸開業し、国鉄岡山駅に乗り入れ。岡山市駅が岡山荷扱所に改称。
- 1908年（明治41年）
  - 6月20日：法界院仮停車場が廃止。別の場所に法界院簡易停車場が開業。
  - 9月2日：法界院簡易停車場が駅に変更され法界院駅が開業。
- 1912年（大正元年）10月10日：牧山停留場が開業。
- 1923年（大正12年）
  - 8月1日：津山駅が津山口駅に改称。
  - 8月21日：国鉄作備線の支線として津山駅 - 津山口駅間（1.2M≒1.93km）が開業。
- 1924年（大正13年）5月1日：津山口駅 - 津山駅間が作備線の本線に編入。
- 1927年（昭和2年）
  - 4月1日：原仮停留場が開業。
  - 10月1日：原仮停留場が廃止。
- 1928年（昭和3年）
  - 2月20日：原仮停留場が再開業。
  - 3月20日：大日本勧業博覧会の開催に伴って岡山駅 - 法界院駅間に博覧会場前仮停留場が開業[32]。
  - 5月19日：博覧会前仮停留場が廃止[32]。
  - 12月16日：神目仮停留場が開業。
- 1929年（昭和4年）
  - 6月20日：原仮停留場を正式な停留場に変更し、原停留場が開業。
  - 12月25日：神目仮停留場を正式な停留場に変更し、神目停留場が開業。
- 1930年（昭和5年）4月1日：営業距離の表記をマイルからメートルに変更（中国鉄道本線 35.3M→56.8km、作備線 1.2M→1.9km）。
- 1933年（昭和8年）12月20日：亀甲駅 - 津山口駅間に高尾仮停留場が開業。
- 1934年（昭和9年）
  - 9月29日：旭川橋梁流失のため、建部駅 - 福渡駅間に南仮乗降場・北仮乗降場が開業。
  - 11月27日：旭川橋梁復旧に伴い南仮乗降場・北仮乗降場が廃止。
- 1936年（昭和11年）10月10日：作備線が姫新線に編入、津山駅 - 津山口駅間は同線の支線になる。
- 1937年（昭和12年）6月15日：佐良山停留場が開業。高尾仮停留場が廃止。

#### 国鉄津山線
- 1944年（昭和19年）6月1日：中国鉄道の鉄道部門が国有化され、岡山駅 - 津山口駅 - 津山駅間が津山線になる[33]。停留場が駅に変更。原停留場が備前原駅に改称。岡山荷扱所が廃止。中国鉄道はバス事業者の中鉄バスとして存続。
- 1956年（昭和31年）10月1日：小原駅が開業。
- 1960年（昭和35年）12月20日：津山線初の優等列車として岡山駅 - 中国勝山駅・上井駅（現在の倉吉駅）間に準急「ひるぜん」が運転開始[34]。
- 1962年（昭和37年）9月1日：宇野駅 - 鳥取駅間で準急「砂丘」が運転開始[34]（1966年に急行化）。
- 1982年（昭和57年）8月31日：全線に列車集中制御装置 (CTC) が導入。

#### 分割民営化以後
- 1987年（昭和62年）4月1日：国鉄分割民営化により西日本旅客鉄道が承継。全線の貨物営業廃止。
- 1990年（平成2年）6月1日：岡山支社から津山鉄道部管轄に変更[35]。ワンマン運転開始[36][37]。
- 1996年（平成8年）12月1日：全線の高速化事業が完成[38]。
- 1997年（平成9年）11月29日：急行「砂丘」の廃止により、急行「つやま」および快速「ことぶき」が運転開始[39]。
- 2001年（平成13年）3月7日：快速「ことぶき」の指定席が廃止。
- 2005年（平成17年）
  - 2月26日：玉柏駅 - 牧山駅間で、落石に回送列車が衝突して脱線する列車脱線事故が発生し[22]、玉柏駅 - 金川駅間が不通になる（その後、不通区間は玉柏駅 - 牧山駅間に短縮[40]）。
  - 3月14日：全線で運転再開[23]。
- 2006年（平成18年）11月19日：玉柏駅 - 牧山駅間で落石が発生して脱線する列車脱線事故が発生し[24]、同区間が不通になる[41]。
- 2007年（平成19年）
  - 3月18日：全線で運転再開[25][26]。
  - 9月1日：岡山駅 - 法界院駅間が「ICOCA」の利用エリアになる[42][43]。
- 2008年（平成20年）6月1日：津山鉄道部が廃止され、岡山支社の管轄になる[44]。
- 2009年（平成21年）3月13日：急行「つやま」が廃止[45]。
- 2010年（平成22年）3月20日・21日：おかやまB級グルメフェスタin津山にあわせて岡山駅 - 津山駅間でキハ58系の臨時快速「おかやまB級グルメフェスタ号」が運行される（21日は津山行のみ）[46]。
- 2016年（平成28年）4月2日：「ノスタルジー車両」の運行開始[47]。
- 2018年（平成30年）
  - 7月6日：平成30年7月豪雨のため、全線不通となる[48]。
  - 7月17日：岡山駅 - 玉柏駅間、野々口駅 - 津山駅間で運転再開。快速「ことぶき」は運休。岡山駅 - 金川駅間で直行バスによる代行輸送開始[49][50]。
  - 8月5日：全線で運転再開[51]。
- 2020年（令和2年）
  - 12月14 - 16日：亀甲駅 - 津山駅間で、昼時間帯に列車を運休して集中工事を実施[52]。
- 2021年（令和3年）
  - 3月13日：3・4両編成のワンマン運転が開始され、全列車ワンマン化。
  - 11月10 - 12日，12月13 - 17日，翌2022年1月12 - 14日：金川駅 - 津山駅間で、昼時間帯に列車を運休して集中工事を実施[53]。
- 2022年（令和4年）
  - 7月1日：観光列車として快速「SAKU美SAKU楽」が運転開始[18]。
  - 10月24 - 26日，11月7 - 9日，11月14 - 16日：金川駅 - 津山駅間で、昼時間帯に列車を運休して集中工事を実施[54]。
- 2023年（令和5年）
  - 10月23 - 25日，10月30 - 31日：金川駅 - 津山駅間で、昼時間帯に列車を運休して集中工事を実施[55]。
- 2024年（令和6年）
  - 9月21日：津山駅が「ICOCA」の利用エリアになる[56][57]。

## 駅一覧
- 停車駅
  - 普通 … すべての駅に停車
  - 快速「ことぶき」… ●印の駅は全列車停車、▲印の駅は上下1往復のみ停車、△印は朝下り1本のみ停車、｜印の駅は全列車通過
- 接続路線 … 駅名が異なる場合は⇒印で駅名を記す
- 線路（全線単線） … ◇・∧：列車交換可、｜：列車交換不可
- 全駅岡山県内に所在

| 駅名     | 営業キロ | 営業キロ | 快速 | 接続路線 | 線路 | 所在地      | 所在地      |
| 駅名     | 駅間     | 累計     | 快速 | 接続路線 | 線路 | 所在地      | 所在地      |
| -------- | -------- | -------- | ---- | --- | ---- | ----------- | ----------- |
| 岡山駅   | -        | 0.0      | ●    | 西日本旅客鉄道： 山陽新幹線・ 山陽本線（JR-S01・JR-W01）・ 赤穂線（JR-N01）・ 伯備線（JR-V01）・ 宇野線（宇野みなと線：JR-L01・ 瀬戸大橋線：JR-M01）・ 吉備線（桃太郎線：JR-U01） 岡山電気軌道：東山本線 ⇒ 岡山駅前停留場（H01・S01） | ◇    | 岡山市 北区 | 岡山市 北区 |
| 法界院駅 | 2.3      | 2.3      | ●    | | ◇    | 岡山市 北区 | 岡山市 北区 |
| 備前原駅 | 2.8      | 5.1      | △    | | ｜   | 岡山市 北区 | 岡山市 北区 |
| 玉柏駅   | 2.4      | 7.5      | △    | | ◇    | 岡山市 北区 | 岡山市 北区 |
| 牧山駅   | 3.9      | 11.4     | △    | | ◇    | 岡山市 北区 | 岡山市 北区 |
| 野々口駅 | 5.3      | 16.7     | ▲    | | ◇    | 岡山市 北区 | 岡山市 北区 |
| 金川駅   | 3.0      | 19.7     | ●    | | ◇    | 岡山市 北区 | 岡山市 北区 |
| 建部駅   | 7.3      | 27.0     | ▲    | | ◇    | 岡山市 北区 | 岡山市 北区 |
| 福渡駅   | 3.3      | 30.3     | ●    | | ◇    | 岡山市 北区 | 岡山市 北区 |
| 神目駅   | 6.2      | 36.5     | △    | | ｜   | 久米郡      | 久米南町    |
| 弓削駅   | 4.0      | 40.5     | ●    | | ◇    | 久米郡      | 久米南町    |
| 誕生寺駅 | 3.0      | 43.5     | △    | | ｜   | 久米郡      | 久米南町    |
| 小原駅   | 2.0      | 45.5     | △    | | ｜   | 久米郡      | 美咲町      |
| 亀甲駅   | 3.6      | 49.1     | ●    | | ◇    | 久米郡      | 美咲町      |
| 佐良山駅 | 4.3      | 53.4     | △    | | ｜   | 津山市      | 津山市      |
| 津山口駅 | 3.4      | 56.8     | △    | | ｜   | 津山市      | 津山市      |
| 津山駅   | 1.9      | 58.7     | ●    | 西日本旅客鉄道： 姫新線・ 因美線 | ∧    | 津山市      | 津山市      |

1. 1 2  赤穂線の正式な終点は山陽本線東岡山駅、伯備線の正式な起点は山陽本線倉敷駅だが、旅客列車は両線とも全列車が岡山駅に乗り入れる
2. ↑  因美線の正式な終点は姫新線東津山駅だが、列車は津山駅に乗り入れている。

岡山駅・津山駅はJR西日本直営駅（岡山駅はみどりの窓口設置、津山駅はみどりの券売機プラス設置）、弓削駅・亀甲駅は簡易委託駅、その他の駅はすべて無人駅である。

### 廃駅
（ ）内は岡山駅起点の営業キロ。
- 岡山荷扱所（旧・岡山市駅）：1944年廃止、岡山駅 - 法界院駅間 (0.5km)
- 博覧会場前仮停留場：1928年廃止、岡山駅 - 法界院間（約1.2km）
- 法界院仮停車場：1908年廃止、岡山駅 - 法界院駅間（約3.2km）
- 南仮乗降場：1934年廃止、建部駅 - 福渡駅間 (29.3km)
- 北仮乗降場：1934年廃止、建部駅 - 福渡駅間 (29.8km)
- 高尾仮停留場：1937年廃止、佐良山駅付近 (53.3km)

## 平均通過人員
各年度の平均通過人員（人/日）は以下のとおりである。
| 年度                   | 平均通過人員（人/日） | 出典   |
| 年度                   | 津山 - 岡山           | 出典   |
| ---------------------- | --------------------- | ------ |
| 2013年度（平成25年度） | 3,724                 | [ 58 ] |
| 2014年度（平成26年度） | 3,673                 | [ 59 ] |
| 2015年度（平成27年度） | 3,616                 | [ 60 ] |
| 2016年度（平成28年度） | 3,623                 | [ 61 ] |
| 2017年度（平成29年度） | 3,678                 | [ 62 ] |
| 2018年度（平成30年度） | 3,557                 | [ 63 ] |
| 2019年度（令和元年度） | 3,588                 | [ 64 ] |
| 2020年度（令和02年度） | 2,626                 | [ 65 ] |
| 2021年度（令和03年度） | 2,650                 | [ 66 ] |
| 2022年度（令和04年度） | 2,911                 | [ 67 ] |
| 2023年度（令和05年度） | 3,052                 | [ 68 ] |